# La Cigale (film, 1955)
Pour les articles homonymes, voir La Cigale (homonymie).
Pour plus de détails, voir Fiche technique et Distribution.
La Cigale (Попрыгунья) est un long métrage soviétique réalisé par Samson Samsonov d'après la nouvelle éponyme d'Anton Tchekhov et sorti en 1955.

## Fiche technique
- Titre : La Cigale
- Titre original : Попрыгунья, Poprygunia
- Réalisation : Samson Samsonov
- Scénario : Samson Samsonov, adapté de la pièce d'Anton Tchekhov
- Musique : Nikolaï Krioukov
- Photographie : Vadim Ioussov, Vladimir Monakhov, Fiodor Dobronravov
- Montage : Esfir Tobak
- Costumes : Vasili Kovriguine
- Son : Olga Upeinik
- Production : Mosfilm
- Pays d’origine : URSS
- Format : Couleur - 35 mm - Mono
- Langue : russe
- Genre : mélodrame
- Durée : 91 minutes
- Date de diffusion : 17 mars 1955

## Distribution
- Lioudmila Tselikovskaïa : Olga Ivanovna Dymova
- Sergei Bondartchouk : Dr Ossip Stepanovitch Dymov
- Vladimir Droujnikov : Riabovsky
- Evgueni Teterine : Dr Fedor Lukitch Korostelev
- Anatoli Aleksine : ami d'Olga Ivanovna
- Anatoli Bobrovski : ami d'Olga Ivanovna
- Vassili Bokarev :
- Gueorgui Gueorguiou : Ouzdetchkine, violoncelliste
- Mikhaïl Glouzski : Bourkine, écrivain
- Vladimir Goussev :
- Aleksei Kelberer : Podgorine, artiste peintre
- Sergueï Komarov : ami d'Olga Ivanovna
- Nikolaï Koutouzov : patient
- Youri Leonidov : sculpteur Zhmoukhine, ami d'Olga Ivanovna
- Antonina Maksimova : Zvonkovskaïa
- Elena Maksimova : paysanne de Gloukhovo
- G. Marmeladov :
- Tamara Iarenko (Miroshnichenko) : Dacha, servante
- Kostya Popov :
- Gleb Romanov : Alexis, chanteur
- V. Tiunova :
- Arkadi Tsinman : ami d'Olga Ivanovna
- Yan Yanakiyev : Kobylianski, ami d'Olga Ivanovna
- Mariya Yarotskaya :